# West Ridge

Situation de West Ridge dans la ville de Chicago

West Ridge est l'un des 77 secteurs communautaires de la ville de Chicago aux États-Unis. Il est situé à l'extrémité nord de la ville. La population blanche de cet endroit est majoritairement d'origine irlandaise, allemande et russe. Il existe aussi des communautés juives, indiennes, bangladaises, coréennes et pakistanaises qui vivent a cet endroit.